# Żarnów
Żarnów è un comune rurale polacco del distretto di Opoczno, nel voivodato di Łódź.
Ricopre una superficie di 140,7 km² e nel 2004 contava 6 322 abitanti.